# Julömossen
Julömossen är ett naturreservat i Degerfors kommun i Örebro län.
Området är naturskyddat sedan 2016 och är 135 hektar stort. Reservatet omfattar norra delen av Julömossen och även består av omgivande barrskog, tallnaturskog och sumpskogar.